# Uberaba (Curitiba)
Uberaba é um bairro do município brasileiro de Curitiba, Paraná.
A área é dividida entre Uberaba de Baixo, e Uberaba de Cima. O Uberaba é dividido imaginariamente pela Avenida das Torres (Av. Comendador Franco), mas há quem diga que essa divisão é considerada pela Avenida Senador Salgado Filho, que antigamente era a única via de acesso à Curitiba daquela região. A Avenida Salgado Filho liga Curitiba à cidade de São José dos Pinhais e ao estado de Santa Catarina. Sendo o Uberaba de Cima ao lado esquerdo (sentido centro-bairro) da Av. das Torres e o Uberaba de Baixo ao lado direito (sentido centro-bairro) da Av. das Torres.

## Criminalidade
A região tem um complexo de favelas marcadas pelo alto índice de criminalidade. Em 2009 traficantes mataram 8 pessoas, entre as vitimas uma criança de 5 meses.
Num grande esquema de segurança com a participação de 450 policiais, em 2012 foi instalada a primeira Unidade Paraná Seguro (UPS) do Paraná no bairro para combater a violência.